# Jean-Michel Badiane
Jean-Michel Badiane (ur. 9 maja 1983 w Paryżu) – francuski piłkarz pochodzenia senegalskiego występujący na pozycji obrońcy.

## Kariera klubowa
Badiane rozpoczynał karierę w sezonie 2004/2005 w pierwszoligowym Paris Saint-Germain. W Ligue 1 zadebiutował 21 sierpnia 2004 w przegranym 1:2 meczu z Toulouse FC. 29 września 2004 wystąpił spotkaniu fazy grupowej Ligi Mistrzów przeciwko CSKA Moskwa (0:2). W sezonie 2005/2006 zdobył z klubem Puchar Francji.
W połowie 2006 roku odszedł do także pierwszoligowego zespołu CS Sedan. W sezonie 2006/2007 spadł z nim do Ligue 2. W następnym rozegrał jedno spotkanie, po czym doznał kontuzji, przez którą nie wystąpił już w żadnym meczu w barwach Sedanu. W kwietniu 2009 jego kontrakt został rozwiązany, a on sam zakończył karierę. W 2011 roku wznowił ją i został zawodnikiem trzecioligowego zespołu Paris FC. W 2013 roku ponownie zakończył karierę.

## Statystyki
| Rozgrywki            | Poziom | Kraj    | Mecze | Bramki |
| -------------------- | ------ | ------- | ----- | ------ |
| Ligue 1              | I      | Francja | 29    | 0      |
| Ligue 2              | II     | Francja | 1     | 0      |
| Championnat National | III    | Francja | 12    | 0      |
| Liga Mistrzów        | –      | –       | 1     | 0      |

## Kariera reprezentacyjna
W 2006 roku Badiane został powołany do reprezentacji Francji U-21 na mistrzostwa Europy, zakończone przez Francję na półfinale. Zagrał na nich w dwóch z czterech meczów swojej drużyny, z Niemcami (3:0) oraz Serbią i Czarnogórą (2:0).